# Eccidio di Fourmies
L'eccidio di Fourmies o massacro di Fourmies (Fusillade de Fourmies in francese) è stata la sanguinosa repressione operata da alcuni reparti dell'esercito francese e dalla gendarmeria il 1º maggio 1891 nell'omonima cittadina del dipartimento del Nord contro una manifestazione operaia che chiedeva l'applicazione delle otto ore di lavoro.

## Antefatti
Negli ultimi decenni del XIX secolo Fourmies, villaggio del nord-est della Francia a soli otto km dal confine belga, era stato interessato da una notevole espansione economica e demografica grazie all'industria tessile che qui aveva trovato terreno fertile. Nel 1891 erano attivi in paese ben 37 opifici.
Dal 1885 però l'industria tessile del nord della Francia era entrata in una fase di crisi che si era ripercossa sulla classe operaia che già doveva fare i conti con stipendi bassi e condizioni lavorative difficili, con giornate da dodici ore su sei giorni alla settimana. I lavoratori degli opifici avevano intrapreso così una serie di iniziative come scioperi e manifestazioni che avevano avuto come principale interlocutore politico il Partito Operaio Francese la cui sezione di Fourmies, fondata nel 1888, era guidata da Hippolyte Culine. 
Nel 1891 gli operai di Fourmies e del vicino comune di Wignehies, in vista della festa dei lavoratori, erano scesi nuovamente in sciopero per reclamare le otto ore lavorative. Le due comunità operaie ricevettero la visita di Paul Lafargue, genero di Karl Marx nonché uno dei principali esponenti della corrente guesdista del socialismo francese. Per il 1º maggio venne quindi organizzata una manifestazione pacifica con comizi, spettacoli e un picnic.
Dal canto loro gli industriali tessili di Fourmies avevano fatto pubblicare un manifesto nel quale ribadivano la volontà di non voler fare alcuna concessione di natura sindacale. In aggiunta fecero pressioni sul sindaco Auguste Bernier, anch'egli titolare di un opificio, affinché chiedesse rinforzi al viceprefetto di Avesnes-sur-Helpe Ferdinand Isaac. La sera 30 aprile, in vista della manifestazione del giorno successivo, giunsero così a Fourmies tre compagnie dell'84º reggimento di linea in rinforzo alla gendarmeria locale.

## L'evento
Alle prime ore del 1º maggio 1891, festa dei lavoratori, si erano già formati alcuni picchetti davanti a due opifici di Fourmies. Qualche ora più tardi ebbe luogo un primo incidente, quando due gendarmi arrestarono un operaio di un picchetto. Gli industriali locali chiesero ed ottennero l'arrivo in paese di ulteriori reparti dell'esercito francese in supporto alle forze già presenti sul posto. 
Verso le 11:30 una serie di delegazioni lavoratori iniziò ad essere ricevuta dal sindaco per parlamentare mentre l'atmosfera in strada iniziò a distendersi. Nel primo pomeriggio però la tensione tornò a salire quando una squadra di gendarmi a cavallo cercò invano di far sfollare circa trecento scioperanti che si erano radunati nella piazza del paese. Alle 15.30, prevenienti da Maubeuge, arrivarono alla stazione di Fourmies i rinforzi del 145º reggimento di fanteria venendo accolti con applausi dalla folla. Poco dopo giunse una colonna di gendarmi che furono invece oggetto di insulti e lanci di pietre. Vennero fatti allora avanzare gli uomini dell'84° che fecero disperdere la folla.
Intorno alle 18:15 un corteo di circa 150-200 persone, composto principalmente da donne e bambini, giunse sulla piazza di Fourmies iniziando a lanciare pietre e a premere contro i soldati del 145°. Questi erano armati con i moderni fucili Lebel. Per cercare di contenere la pressione dei manifestanti il capitano François Chapus ordinò di sparare in aria. Ciò non sortì alcun effetto, pertanto l'ufficiale comandò ai suoi soldati di innestare le baionette e avanzare. Per compiere quest'azione i militari, che si trovavano faccia a faccia con gli scioperanti, fecero però un passo indietro. Questo movimento fu interpretato dai manifestanti come un segno di ritirata. Alla testa del corteo un giovane portabandiera inneggiò allo sciopero e all'esercito, ma pochi secondi dopo Chapus ordinò di aprire il fuoco. La folla venne così colpita da una scarica di proiettili che fece morti e feriti. Una volta che i soldati del 145° finirono i colpi, furono sostituiti da quelli dell'84° che continuarono a sparare.

## Vittime
- Maria Blondeau, 18 anni
- Louise Hublet, 20 anni
- Ernestine Diot, 17 anni
- Félicie Tonnelier, 16 anni
- Kléber Giloteaux, 19 anni
- Charles Leroy, 20 anni
- Émile Ségaux, 30 anni
- Gustave Pestiaux, 14 anni
- Émile Cornaille, 11 anni

## Monumenti
Il 1º maggio 1903 fu inaugurato un monumento alle vittime nel cimitero di Fourmies. Nella piazza teatro dell'eccidio è stata eretta una stele in ricordo del fatto.

## Risvolti giudiziari
Nove manifestanti vennero condannati a pene dai due ai quattro mesi di reclusione per ostacolo al lavoro, oltraggio a pubblico ufficiale e sedizione. Il 5 luglio dello stesso anno la corte d'appello di Douai condannò Lafargue e Culine in quanto istigatori dello sciopero. Il primo fu punito con un anno di reclusione, il secondo a sei anni di lavori forzati e nei suoi confronti fu spiccato un foglio di via da Fourmies valido per dieci anni. Lafargue, eletto deputato nel novembre dello stesso anno, fu scarcerato anticipatamente.